# بريتون تشانس
بريتون تشانس (بالإنجليزية: Britton Chance) مواليد 24 يوليو 1913 في ويلكس بار - الوفاة 16 نوفمبر 2010 في فيلادلفيا، أستاذ فخري في الكيمياء الحيوية والفيزياء الحيوية، بالإضافة إلى أستاذ فخري للكيمياء الفيزيائية والفيزياء الإشعاعية في مدرسة الطب بجامعة بنسلفانيا.
في الألعاب الأولمبية الصيفية لعام 1952، فاز تشانس بميدالية ذهبية في الإبحار.

## النشأة والتعليم
ولد تشانس في ويلكس بار، في ولاية بنسلفانيا. حصل على درجة البكالوريوس (1935)، والماجستير (1936)، والدكتوراه في الكيمياء الفيزيائية (1940) من جامعة بنسلفانيا، حيث كان عضوا في سانت أنتوني هول.
وحصل على درجة الدكتوراه الثانية من جامعة كامبريدج عام 1942 في علم الأحياء / علم وظائف الأعضاء.

## المهنية
خلال الحرب العالمية الثانية عمل في مختبر الإشعاع في معهد ماساتشوستس للتكنولوجيا والذي يعمل على تطوير الرادار. في عام 1952م حصل الدكتوراه في العلوم من جامعة كامبريدج.
له اهتمامات بحثية متنوعة. تمت ترقيته كأستاذ الفيزياء الحيوية في مدرسة الطب بجامعة بنسلفانيا.
في بداية حياته المهنية كان يعمل بشكل أساسي على بنية ووظيفة الإنزيم. لقد اخترع معيار التدفق المتدفق لقياس وجود مركب الإنزيم - الركيزة في تفاعل الإنزيم. وكان رائدا في عمليات المحاكاة العددية في التفاعلات الكيميائية الحيوية والمسارات الأيضية.

### الأولمبية
حصل على الميدالية الذهبية في الولايات المتحدة في عام 1952 دورة الألعاب الأولمبية الصيفية، إلى جانب إدغار وايت وسمنر وايت.

## الجوائز وشهادات التقدير
انضم تشانس إلى الأكاديمية الوطنية للعلوم في عام 1952. وحصل على الميدالية الوطنية للعلوم في عام 1974. كما انتخب عضوا أجنبيا في الأكاديمية الملكية السويدية للعلوم، العلوم الطبية، في عام 1968، وكذلك عضو خارجي في الجمعية الملكية (لندن) في عام 1981. في عام 1971 انتخب عضوا في الأكاديمية الألمانية للعلوم ليوبولدينا. توفي في مستشفى جامعة بنسلفانيا في فيلادلفيا في تشرين الثاني / نوفمبر 2010.

## وصلات خارجية
- بريتون تشانس على موقع الاتحاد الدولي للملاحة الشراعية (موقع جديد) (الإنجليزية)
- بريتون تشانس على موقع الاتحاد الدولي للملاحة الشراعية (موقع قديم) (الإنجليزية)
- بريتون تشانس على موقع اللجنة الأولمبية الدولية (الإنجليزية)
- بريتون تشانس على موقع أوليمبيديا (الإنجليزية)

- أرشيف جامعة بنسلفانيا
- السيرة الذاتية. بريتون تشانس
- بريتون تشانس: حياته وتراثه
- أعظم 100 اكتشاف في علم الأحياء
- أوراق بريتون تشانس، الجمعية الفلسفية الأمريكية (باللغة الإنجليزية)